# نهر كارانغولا
نهر كارانغولا هو نهر في ولاية ميناس جيرايس وريو دي جانيرو في جنوب شرق البرازيل.